# Boleslao I el Alto
Bolesłao I el Alto (en polaco: Bolesław I Wysoki) (b. 1127-m. Leśnica (Ahora parte de Breslavia), 7 o 8 de diciembre de 1201) fue Duque de Breslavia desde 1163 hasta su muerte en 1201.
Era el primogénito de Vladislao II el Desterrado e Inés de Babenberg, hija de Leopoldo III de Austria y medio hermana de Conrado III de Alemania.

## Vida

### Primeros años
Bolesłao pasó su niñez en la corte de su abuelo y tocayo, Bolesłao III Boca Torcida, en Płock. No fue hasta 1138, después de la muerte de Boleslao III, cuando se mudó con sus padres a Cracovia, que se convertiría en la capital de la Provincia Senioral, gobernada por su padre como Gran Duque y Señor de Polonia.
El reinado de Vladislao II fue corto y extremadamente tormentoso. Los conflictos empezaron cuando el Gran Duque intentó expulsar a sus medio hermanos de sus distritos. Según el cronista Wincenty Kadłubek, la confrontación entre los hermanos fue instigada por la mujer de Vladislao, Inés de Babenberg, que creía que su marido, como hijo mayor, era el legítimo gobernante único de todo el país. Por otro lado, Salomé de Berg, viuda de Bolesłao III y madrastra de Władysłao II, intentó formar alianzas con gobernantes extranjeros e hizo todo lo que pudo para asegurar el reinado de sus hijos, los Duques junior. Temía que fueran relegados de sus posiciones en favor de los hijos de Vladislao II, el joven Boleslao y sus hermanos Miecislao y Conrado.
El conflicto estalló en 1141, cuando Salomé de Berg, sin  conocimiento del Gran Duque, decidió ceder a sus hijos la tierra de Łęczyca, que había recibido por su viudez (pl: oprawa wdowia) e intentó concertar el matrimonio de su hija menor, Inés, a uno de los hijos de Vsevolod II Olgovich, Gran Príncipe de Kiev. Vladislao II fue más rápido y concedió a Vsevolod II ventajas políticas adicionales, incluyendo un matrimonio entre Bolesłao y la hija de Vsevolod II, Zvenislava, que tuvo lugar en 1142.

### Viaje a Rutenia

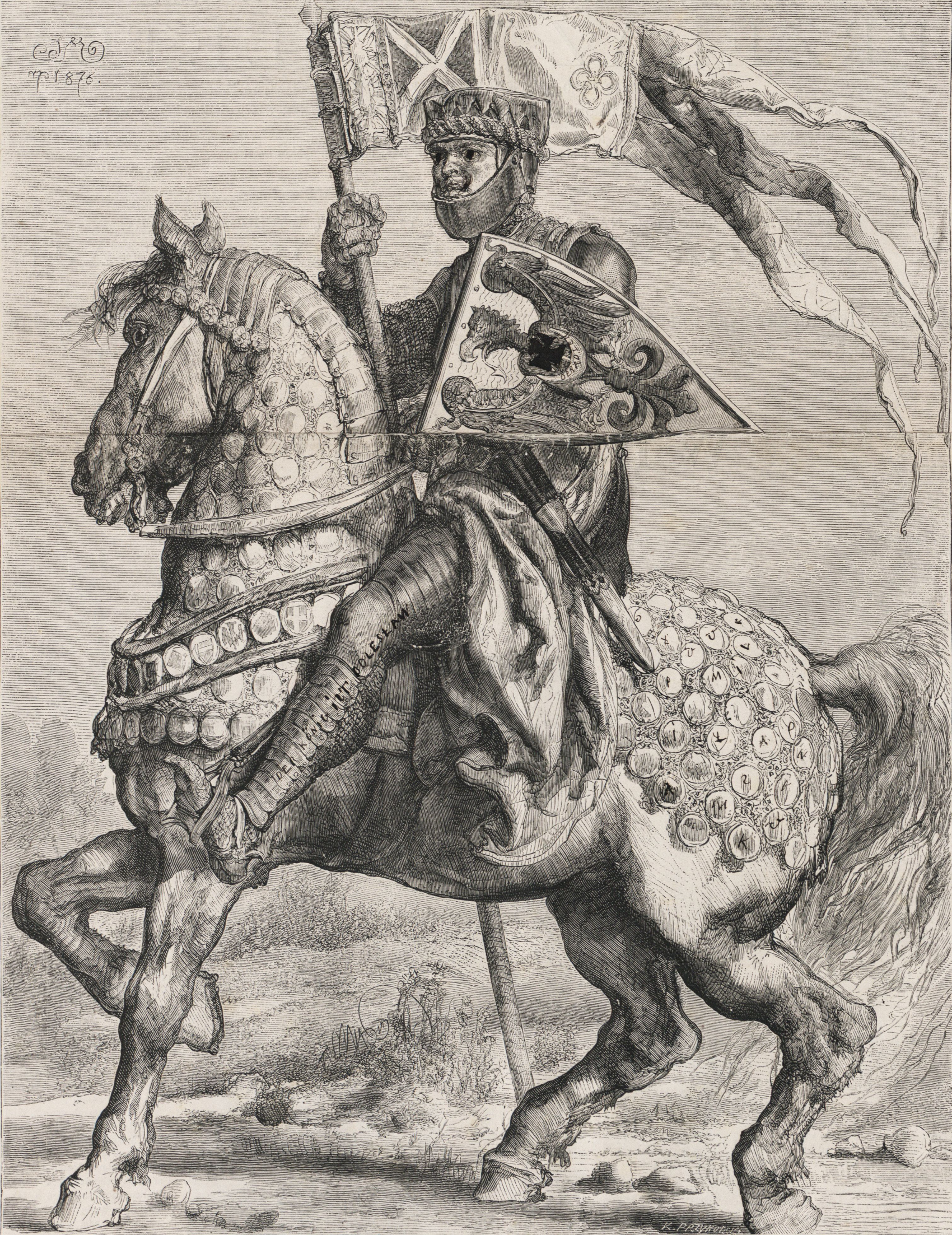
Bolesław I el Alto en un dibujo de Jan Matejko.

La alianza polaco-rutena pronto demostró ser extremadamente importante en la lucha entre Vladislao II y sus hermanos. El conflicto final tuvo lugar después de la muerte de Salomé de Bert en 1144. Parecía que la victoria del Gran Duque - por su superioridad militar- era sólo una cuestión de tiempo. De hecho, Vladislao II se sentía tan seguro de su victoria que envió a Boleslao en ayuda del príncipe Vsevolod II durante una revuelta en Kiev.
Desafortunadamente, la expedición de Bolesłao resultó un completo fracaso, ya que la muerte del Gran Príncipe creó una confusión general en Kiev. Bolesłao tuvo que regresar deprisa a Polonia para ayudar su padre. Las pocas tropas que reclutó no fueron suficientes para sufocar la rebelión general contra Vladislao, que fue totalmente derrotado por los jóvenes duques. El Gran Duque fue depuesto y su familia huyó inicialmente a Praga, a la corte de Ladislao II de Bohemia.

### Intento infructuoso de restauración
Después de una breve estancia en Bohemia, Vladislao II y su familia viajaron a Alemania, donde Conrado III (medio hermano de su esposar Inés) ofreció su hospitalidad y ayuda para restaurar al Gran Duque. Al principio, parecía que el exilio duraría sólo unos pocos meses, gracias a las conexiones familiares de la duquesa; sin embargo, se precipitaron y una expedición insuficientemente preparada no logró cruzar el Oder, y fracasó debido a la fuerte oposición de los antiguos súbdito de Vladislao y a los problemas que Conrado tenía que afrontar en Alemania. El Rey entregó a Vladislao II y su familia la ciudad de Altenburg en Sajonia. Se suponía que esto sería una residencia provisional, pero Vladislao pasaría el resto de su vida allí.

### Caballero en la corte de Conrado III y Federico Barbarroja
Cansado de una vida tediosa en Altenburg, Bolesłao viajó a la corte de su protector, Conrado III. Con él, el joven príncipe polaco participó extensamente en la política alemana. En 1148 tomó parte en la Segunda Cruzada con Conrado III, durante la que visitó Constantinopla y Tierra Santa.
Conrado III murió en 1152 sin haber asegurado el regreso de Vladislao II a Polonia. Su sucesor fue su enérgico sobrino Federico Barbaroja, a cuyo servicio se unió Boleslao. La primera acción del nuevo gobernante alemán fue marchar a Roma para ser coronado Sacro Emperador. Bolesłao le acompañó.

### Expedición de Federico Barbarroja a Polonia
No sería hasta 1157 cuando el Emperador finalmente organizó una expedición contra Polonia. Se desconoce si Bolesłao, sus hermanos, o su padre participaron directamente en la expedición. No obstante, a pesar de la victoria militar y la humillante sumisión del Gran Duque Bolesłao IV el Emperador decidió mantener la situación en Polonia, y no restaurar a Vladislao II al trono. Dos años más tarde, el 30 de mayo de 1159, el antiguo Gran Duque moría en su exilio en Altenburg.

### Restauración de la herencia Silesia

El águila negro sin corona de los Piastas de Silesia

Pese a su insatisfacción por el tratamiento del Emperador hacia su padre, Bolesłao se mantuvo a su lado en sus muchas guerras. Entre 1158-1162 participó en la expedición de Federico a Italia, donde obtuvo fama después de matar a un caballero italiano bien conocido en un duelo ante los muros de Milán.
El leal servicio de Bolesłao al Emperador fue premiado finalmenteen 1163, cuando Barbarroja consiguió por métodos diplomáticos que los descendientes de Vladislao II pudieran recuperar su herencia en Silesia. Por un acuerdo firmado en Nuremberg, Alemania, Bolesłao IV se comprometió a aceptar el regreso de los príncipes exiliados. Lo hizo porque, después de la muerte de VladislaoII, sus hijos no podían desafiar directamente su autoridad como duque senior, y no habían sido capaces de recabar suficientes apoyos en Polonia. Además, aceptando, satisfaría al Emperador y mantendría a Barbarroja lejos de  Polonia. No obstante, Boleslao IV decidió asegurar la paz en sus tierras y mantuvo el control sobre las principales ciudades Silesias de Breslavia, Opole, Racibórz, Głogovia, y Legnica.
Después de casi 16 años de exilio, Bolesłao regresó a Silesia con su segunda mujer, Christina (Zvenislava había muerto en torno a 1155); sus hijos mayores, Jarosław y Olga; y su hermano más joven Miecislao. El hermano menor, Konrad, quedó en Alemania.
Bolesłao y Miecislao gobernaron conjuntamente al principio y dos años después (1165) ambos retomaron las ciudades silesias entregadas por el Gran Duque, controlando toda Silesia. No obstante, Bolesłao, como hermano mayor, tenía autoridad global. Tres años después de ocupar Silesia, Boleslao decidió dirigir una expedición de castigo contra el Gran Duque Bolesłao IV para tratar de recuperar la supremacía sobre Polonia.

### Rebelión de Miecislao

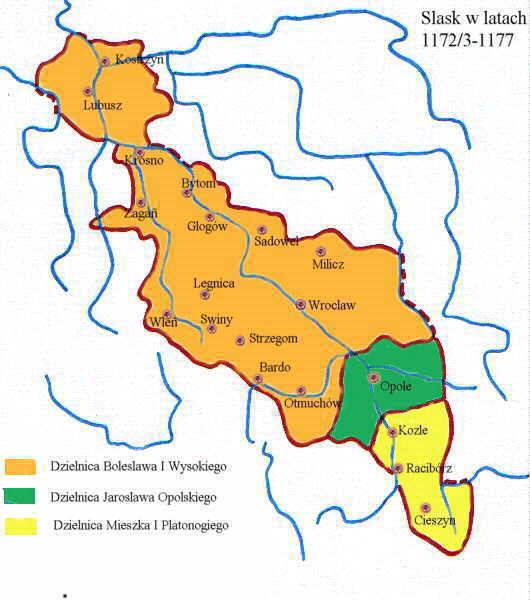
Fragmentación del Ducado de Silesia. Periodo 1172/3-1177
Bolesław I the Tall
Jarosław Opolski
Mieszko I Tanglefoot

El ejercicio del poder de Bolesłao a expensas de su hermano más joven causó el levantamiento de Miecislao en 1172. En una disputa interna en la familia ducal, Miecislao apoyó a Jaroslaw, primogénito de Boleslao, resentido contra su padre porque había sido obligado a profesar como sacerdote por las intrigas de su madrastra Christina, que deseaba que sus hijos fueron las herederos únicos. La rebelión fue una completa sorpresa para Boleslao, que se vio obligado a huir a Erfurt, Alemania. Esta vez, Federico Barbarroja decidió apoyar a Bolesłao, interviniendo para restaurarle en su trono. Finalmente Mieszko III el Viejo fue enviado por el Gran Duque para calmar la furia del Emperador y mantenerle fuera de los asuntos polacos. Mieszko III entregó a Barbarroja 8000 piezas de plata y le prometió la restauración de Bolesłao, que finalmente regresó a casa a principios de 1173. Aun así, a pesar de reconciliarse con su hermano y su hijo, tuvo que dividir Silesia y crear los Ducados de Racibórz (para Mieszko) y Opole (para Jarosław).

### Rebelión contra Mieszko III el Viejo
Cuatro años más tarde,  parecía que Bolesłao estaba a punto de conseguir su gran objetivo, la recuperación de la Provincia Senioral y, por tanto, el título de Gran Duque. Conspiró con su tío Casimiro II el Justo y su primo Odon (primogénito de Mieszko III) para privar a  Miecislao III el Viejo del gobierno. El golpe obtuvo el soporte de la Pequeña Polonia, dominada por Casimiro y poco después de la Gran Polonia, alineada con Odon. No obstante, Boleslao sufrió una derrota sorprendente y repentina a manos de su hermano Miecislao y su hijo Jarosław, que se habían aliado con Miecislao III. Esto dejó el camino expedito a Casimiro II para ser proclamado Gran Duque, y Bolesłao tuvo que huir nuevamente a Alemania. Gracias a la mediación de Casimiro II, Bolesłao regresó a su Ducado sin problemas importantes en 1177; aun así, su autoridad se vio aún más mermada cuando fue obligado a entregar Glogovia a su hermano Konrad.

### Retirada de los asuntos políticos
Tras esta derrota, Bolesłao se retiró de la escena política polaca y concentró sus esfuerzos en el gobierno de su ducado. La muerte de su hermano Konrad sin descendencia en 1190 significó la recuperación de Glogovia.
Durante los últimos años de su reinado, Bolesłao se dedicó a actividad económica y empresarial. La colonización, inicialmente desde áreas alemanas pobres, aceleró sustancialmente el desarrollo económico del ducado, lo que fue continuado por su hijo Enrique I el Barbudo. Bolesłao fundó la abadía cisterciense de Lubensis en Lubiąż con la colaboración de monjes de Pforta, provenientes del otro lado del río Saale en Turingia. Más tarde la abadía se convertiría en el lugar de enterramiento de los duques de Silesia.

### Bula Papal y muerte
Para salvaguardar sus tierras de otros príncipes Piastas, Bolesłao obtuvo una bula protectora del papa Inocencio III en 1198. Hubo una reconciliación entre Bolesłao y su hijo Jarosław, que fue elegido Obispo de Breslavia. Esto le habilitó, después de la muerte de Jarosław el 22 de marzo de 1201, para heredar Opole, que se unió a sus tierras.
Bolesłao sobrevivió a su hijo sólo nueve meses, sin embargo, y murió el 7 o el 8 de diciembre de 1201 en su castillo de Lesnica, al oeste de Breslavia. Fue enterrado en el monasterio de Lubiaz que él había fundado.

## Matrimonio y descendencia
En 1142 Bolesław se casó por vez primera con Zvenislava (m. circa 1155), hija de Vsevolod II Olgovich, Gran Príncipe de Kiev. Tuvieron dos hijos:
1. Jarosław (n. antes de 1143-m. 22 de marzo de 1201)
2. Olga (n. antes de 1155-m. 27 de junio de 1175/1180)

Hacia 1157, Bolesłao se casó con su segunda esposa Christina (m. 21 de febrero de 1204/1208), alemana; según el historiador Kazimierz Jasińesquí, era probablemente miembro de la casa condal de Everstein, Homburg, o Pappenheim. Tuvieron siete hijos:
1. Boleslao (b. 1157/63- d. 18 de julio de 1175/1181)
2. Adelaida Zbyslava (b. d. 1165-d. 29 de marzo de 1213), casada en 1177/82 con Děpolt III, Přemysilida.
3. Konrad (b. 1158/68-d. 5 de julio de 1175/1190)
4. Jan (b. 1161/69-d. bef. 10 de marzo de 1174)
5. Berta (b. ca 1167-d. 7 de mayo de 1200?)
6. Enrique I el Barbudo (b. 1165/70-d. Krosno Odrzanske, 19 de marzo de 1238)
7. Władysław (b. aft. 1180-d. 4 de junio de 1199)

## Controversias
En la historiografía alemana y polaca allí existe una controversia sobre las relaciones entre Silesia y el Sacro Imperio Romano en la Alta Edad Media. Según algunos historiadores alemanes la fecha de 1163, cuando Bolesław y sus hermanos fueron autorizados a regresar a Silesia, marca el momento en que Silesia se separó de Polonia y pasó a formar parte del Imperio.
Por otro lado, los historiadores polacos reclaman que los hijos de  Vladislao II, que fueron autorizados a regresar por el Gran Duque Bolesłao el Rizado fueron simplemente duques Piastas que gobernaban en el dividido Reino de Polonia.